# Autoroute D5 (Tchéquie)
L’Autoroute D5 (en tchèque : Dálnice 5) est une autoroute tchèque qui va de Prague à la frontière allemande, près de Rozvadov, en passant par Plzeň.

## Caractéristiques
L'autoroute D5 est longue de 151 km. Le contournement de Plzeň comprend le tunnel Valík de 380 m de long et un pont de 445 m de long sur la rivière Úhlava. 
La construction de l'autoroute D5 a commencé en 1976. Le premier tronçon a été ouvert en 1985 et le dernier a été achevé en 2006. Le tronçon entre Prague et Beroun doit être élargi à trois voies dans chaque direction.
À partir du poste frontière de Rozvadov-Waidhaus, en Allemagne, l'autoroute devient l'autoroute A6 vers l'ouest jusqu'à la frontière française. 
L'autoroute D5 fait partie de la route européenne 50 (E50). La totalité de la D5 constitue la partie tchèque de la Via Carolina, nom de l'autoroute de Nuremberg à Prague.

## Galerie

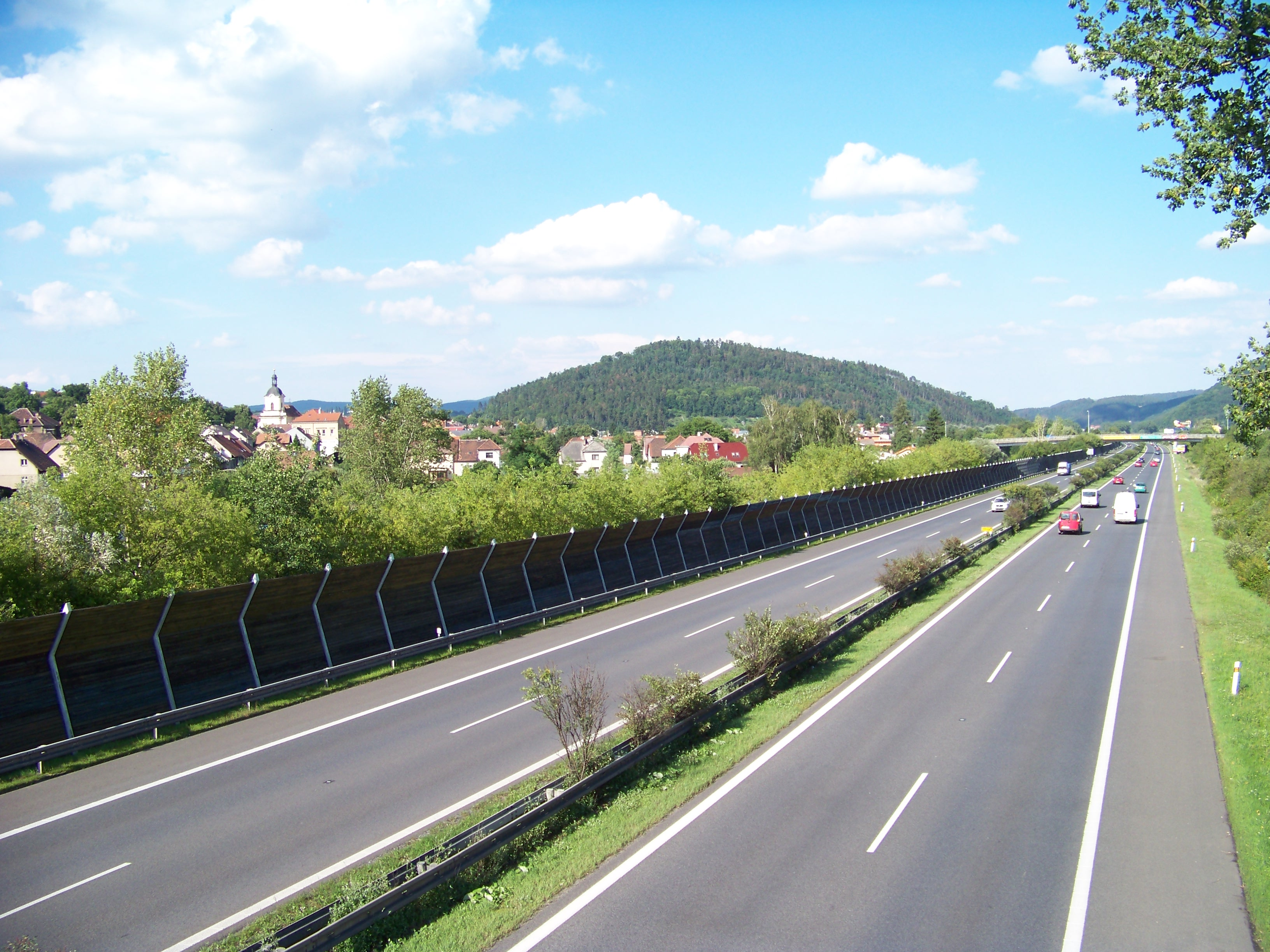
Autoroute D5 à Zdice.
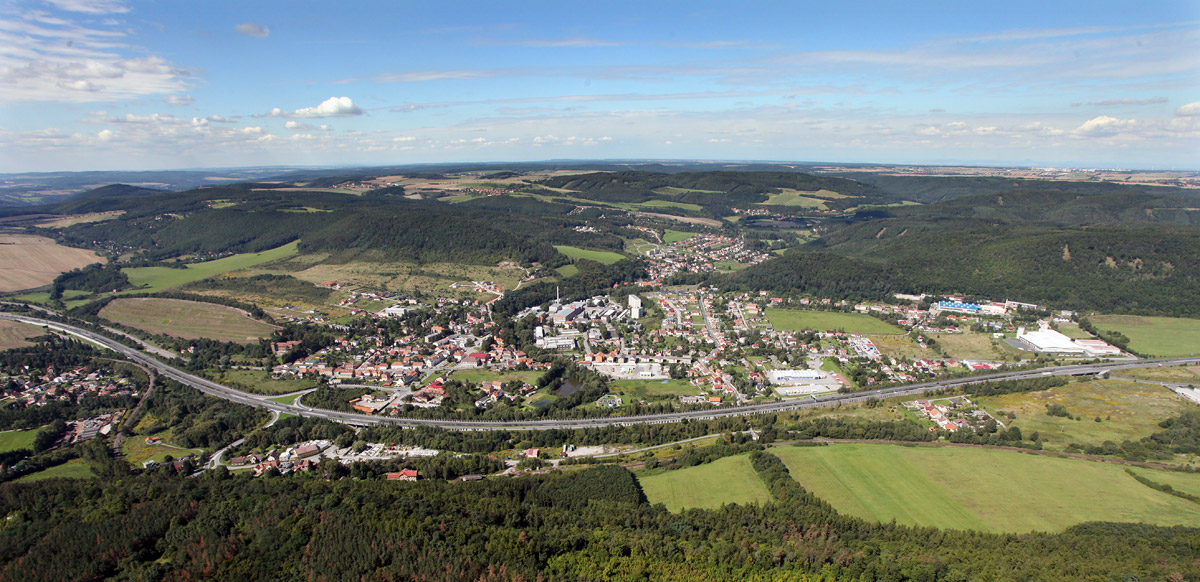
Contournement de Loděnice.

## Source
- (cs) Cet article est partiellement ou en totalité issu de l’article de Wikipédia en tchèque intitulé « Dálnice D5 » (voir la liste des auteurs).